# Eljero Elia
Eljero Elia (født 13. februar 1987 i Voorburg, Holland) er en hollandsk fodboldspiller, der spiller som kantspiller eller alternativt angriber hos İstanbul Başakşehir i Tyrkiet. Tidligere har han blandt andet spillet for de hollandske klubber ADO Den Haag og FC Twente og tyske Werder Bremen og Hamburger SV.

## Landshold
Elia står (pr. april 2018) noteret for 28 kampe og tre scoringer for Hollands landshold, som han debuterede for den 5. september 2009 i en venskabskamp mod Japan. Han var en del af sit lands trup ved VM i 2010 i Sydafrika. 